# Class I railroad
Een Class I railroad is in de Verenigde Staten een classificatie voor een grote goederenvervoerder per spoor waarbij de hoogte van de inkomsten de graadmeter is. Naast Class I bestaan er ook Class II en Class III railroads. De classificatie is opgesteld door de Surface Transportation Board (STB), een overheidsinstantie die controle houdt op het spoorwegvervoer in de Verenigde Staten.
De classificatie heeft gevolgen voor de spoorwegbedrijven: voor Class II en III railroads gelden andere afspraken voor personeelsinzet, en ze hoeven geen (financiële) verantwoording af te leggen aan de STB.

## Criteria
In de jaren 30 van de 20e eeuw startte de Interstate Commerce Commission – de voorganger van de STB – met de indeling in Class I, II en III. De grens voor een Class I railroad lag toen op 1 miljoen dollar ‘operating revenu’ (inkomsten). Dit bedrag is in de erop volgende decennia verhoogd. Tegenwoordig is de indeling als volgt:
- Class I - $250 miljoen of meer
- Class II - $20 miljoen of meer
- Class III - $0 tot $20 miljoen

Een bedrijf moet minimaal drie achtereenvolgende jaren voldoen aan het criterium. Bij de berekening wordt rekening gehouden met inflatie.

## Class I railroads
De volgende goederenvervoerders vallen onder de categorie Class I:
- BNSF Railway
- Kansas City Southern Railway Company
- Union Pacific Railroad
- Soo Line Railroad Company (Canadian Pacifics dochterbedrijf in de VS)
- CSX Transportation
- Norfolk Southern
- Grand Trunk Corporation (Canadian Nationals dochterbedrijf in de VS)